# Lijst van rivieren in Angola

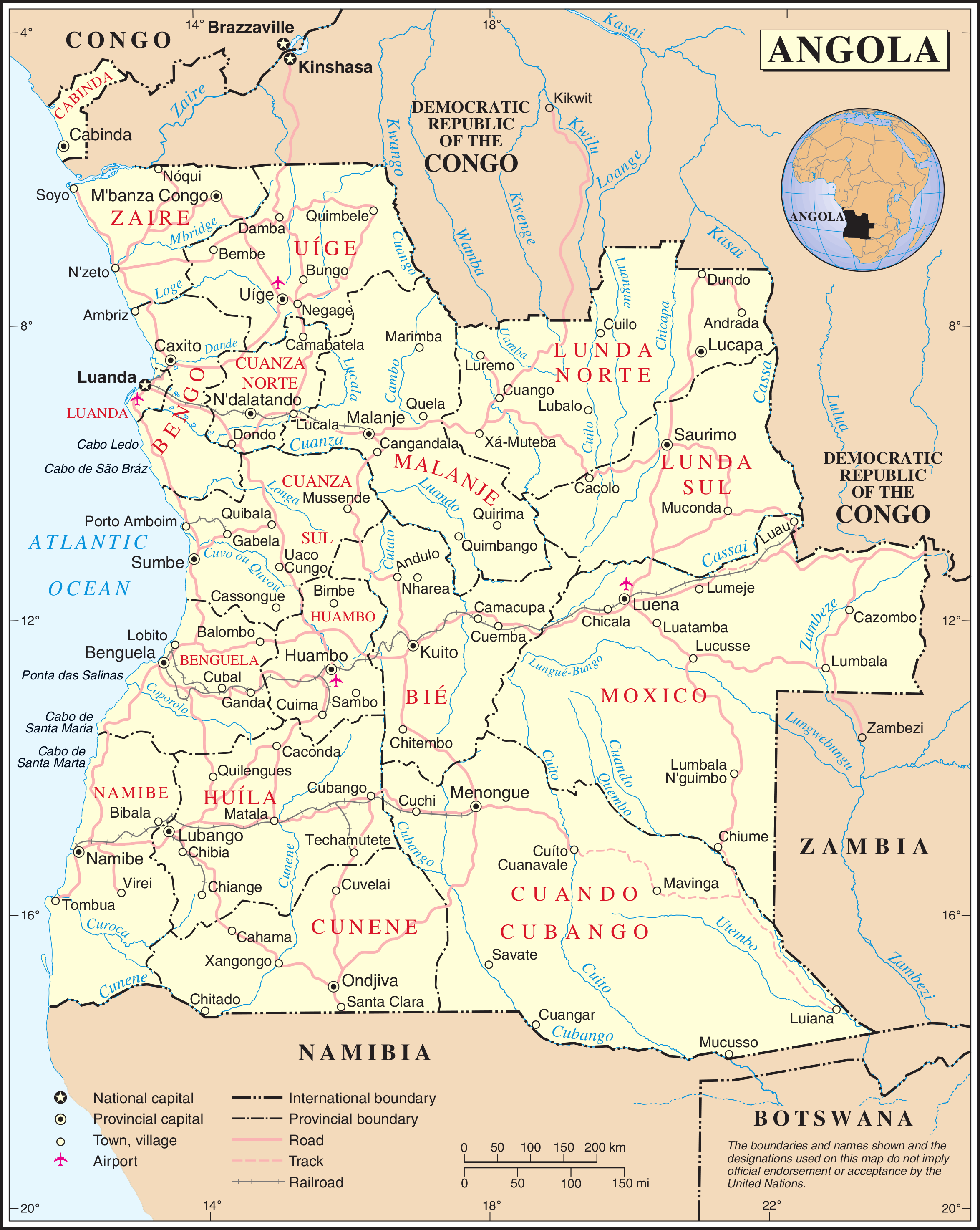
Kaart van Angola met een aantal rivieren en zijrivieren.

Dit is een lijst van rivieren in Angola. De rivieren in deze lijst zijn geordend naar drainagebekken en de opeenvolgende zijrivieren zijn ingesprongen weergegeven onder de naam van elke hoofdrivier.

## Atlantische Oceaan
- Chiloango
- Kongo
  - Inkisi
  - Kasaï (Cassai)
    - Kwango (Cuango)
      - Kwilu (Cuilo)
        - Kwenge

      - Wamba (Uamba)
      - Cuilo
      - Cambo
      - Lui

    - Loange
      - Lushiko

    - Lovua
    - Chicapa
    - Luachimo
    - Chiumbe
      - Luia
- Mbridge
- Loge
- Dande
- Bengo (Zenza)
- Cuanza
  - Lucala
  - Luando
  - Cutato
  - Cunhinga
- Longa
- Cuvo
- Quicombo
- Catumbela
  - Cuíva
  - Cubal
- Coporolo
- Bentiaba (Rio de São Nicolau)
- Bero
- Curoca
- Cunene
  - Caculuvar

## Indische Oceaan
- Zambezi
  - Cuando
    - Luiana
      - Utembo

    - Quembo

  - Luanginga (Luio)
  - Lungwebungu (Lungué Bungo)
  - Luena

## Okavangodelta
- Okavango (Cubango)
  - Cuito